# Russische Brigade 599 (Wehrmacht)
Die Russische Brigade 599  (auch als 599. (russ.) Brigade bezeichnet) war eine deutsche Infanteriebrigade im Zweiten Weltkrieg.

## Geschichte
Die Brigade wurde im April 1945 in Aalborg, Dänemark, im Bereich des Wehrmachtbefehlshabers Dänemarks aus russischen Freiwilligen aufgestellt und erreichte die Stärke von ca. 13.000 Mann. Die Einheit wurde am 16. April 1945 nach Viborg verlegt und sollte hier Teil einer neu aufzustellenden dritten russischen Infanteriedivisionen der Russischen Befreiungsarmee des Generals Wlassow werden. Die Brigade lag kurz vor Kriegsende auf dem Truppenübungsplatz Oxbüll bei Glücksburg.

## Gliederung
- Grenadier-Regiment 1604 (russ.) aus dem russischen Grenadier-Regiment 714 (bis Oktober 1944 bei der 416. Infanterie-Division) gebildet
- Grenadier-Regiment 1605 (russ.) aus der russischen Brigade 499 gebildet
- Grenadier-Regiment 1607 (kaukas.) aus der russischen Brigade 499 gebildet
- Artillerie-Abteilung 1599

## Kommandeur
- Generalmajor Wilhelm von Henning, ehemaliger Kommandeur der Freiwilligen-Stamm-Division